# Bonner Theaterpreis
Der Bonner Theaterpreis wird seit 2007 am Ende der jeweiligen Spielzeit durch die Freunde der Kammerspiele Bonn in zwei Kategorien verliehen. Mit dem Hauptpreis „Thespis“ wird eine darstellerische Leistung eines Mitglieds des Ensembles des städtischen Schauspiels belohnt. Er besteht aus einem opaken Würfel mit szenischen Abbildungen des Preisträgers, angefertigt von der Bonner Bildhauerin Sidika Kordes, und ist mit 1000 Euro dotiert. Zwei mit 500 Euro dotierte Nebenpreise werden für eine andere künstlerische Bühnenleistung bzw. für das nicht-künstlerische Personal verliehen.
Die Preisträger werden durch eine Wahl der Mitglieder und durch eine Jury ermittelt. Bisherige „Thespis“-Preisträger waren Anke Zillich (2008), Birte Schrein (2009), Hendrik Richter (2010), Bernd Braun (2011), Maria Munkert (2012), Rolf Mautz (2013), Wolfgang Rüter (2014), Sörg Wunderlich (2015), Glenn Goltz (2016), Mareike Hein (2017), Hajo Tuschy (2018), Lena Geyer (2019) und Alois Reinhard (2020); in der Kategorie „Andere künstlerische Leistungen“ wurden mit dem Bonner Theaterpreis Stefan Heiseke (2009 für Regie), Michael Barfuß (2010 für Musik), Günter Riebl (2011 für Bühnentechnik), Thilo Beu (2012 für Theaterfotografie), Angelika Schmidt (2017 für Soufflage), Andreas Stubenrauch (2018 für Inspiziens), Jan Schulze (2019 für Leitung der Produktions- und Werkstätten), Lars Figge (2020) für Musik und Videound die Produktionen „Waffenschweine“ (2014 für ein gesellschaftlich relevantes Stück), „Hiob“ (2015 für das Sinnfällige der Inszenierung), "Bilder von uns" (2016 für die Wahl des Stücks, die Einfühlung und die Ernsthaftigkeit der Regie), "BND - Big Data is watching you" (2017 für die politisch-gesellschaftliche Relevanz des Stücks und den Szenenschnitt der Regie), "Heilige Johanna der Schlachthöfe" (2018 für zeitloses Bühnenbild und illusionszerstörende Bildsprache), "Eines langen Tages Reise in die Nacht" (2019 für die assoziationsreiche Bühnengestaltung und Bewegungsregie) sowie König Lear (2020) für Vermittlung eines verborgenen Sinngehalts ausgezeichnet.